# Big Boss Man
Raymond Washington Traylor, Jr. (né le 2 mai 1963 à Marietta et mort le 22 septembre 2004 à Dallas) est un catcheur (lutteur professionnel) américain. Il est plus connu pour son travail à la World Wrestling Federation/Entertainment (WWF puis WWE à partir de 2002) ainsi qu'à la World Championship Wrestling (WCW) sous le nom de Big Boss Man. 
Il est gardien de prison et devient catcheur en 1986. Durant sa carrière, il remporte le championnat poids-lourds de l'Universal Wrestling Federation (en) puis vers la fin des années 1990, il obtient à quatre reprises le championnat hardcore de la WWF ainsi que le championnat du monde par équipe de la WWF. 

## Carrière

### Débuts (1986-1988)
Traylor est gardien de la prison du Comté de Cobb en Géorgie. Il décide de devenir catcheur et commence à la Mid-Atlantic Championship Wrestling (en), une fédération travaillant dans les Carolines et en Géorgie, le 12 janvier 1986 où il perd face à The Barbarian,. Il est alors un jobber et se retrouve mis en valeur après que Tully Blanchard lui inflige une slingshot suplex pendant un match. Il change alors de nom de ring pour celui de Big Bubba Rogers et devient le garde du corps des Midnight Express (en).
La Mid-Atlantic Championship Wrestling envoie Big Bubba Rogers à l'Universal Wrestling Federation (en) (UWF) après le rachat de cette fédération en 1987. Il y devient champion poids lourd de l'UWF le 19 avril après sa victoire sur One Man Gang. Il garde ce titre jusqu'au 11 juillet où il perd face à Steve Williams. Il retourne à la Mid-Atlantic Championship Wrestling (en) et y reste jusqu'à la fin de l'année. Sa mise en valeur à l'UWF lui permet d'être désigné comme étant le catcheur ayant le plus progressé de l'année par le magazine Pro Wrestling Illustrated tandis que le Wrestling Observer Newsletter fait de lui le 2e rookie de l'année derrière Owen Hart,.

### World Wrestling Federation (1988-1993)

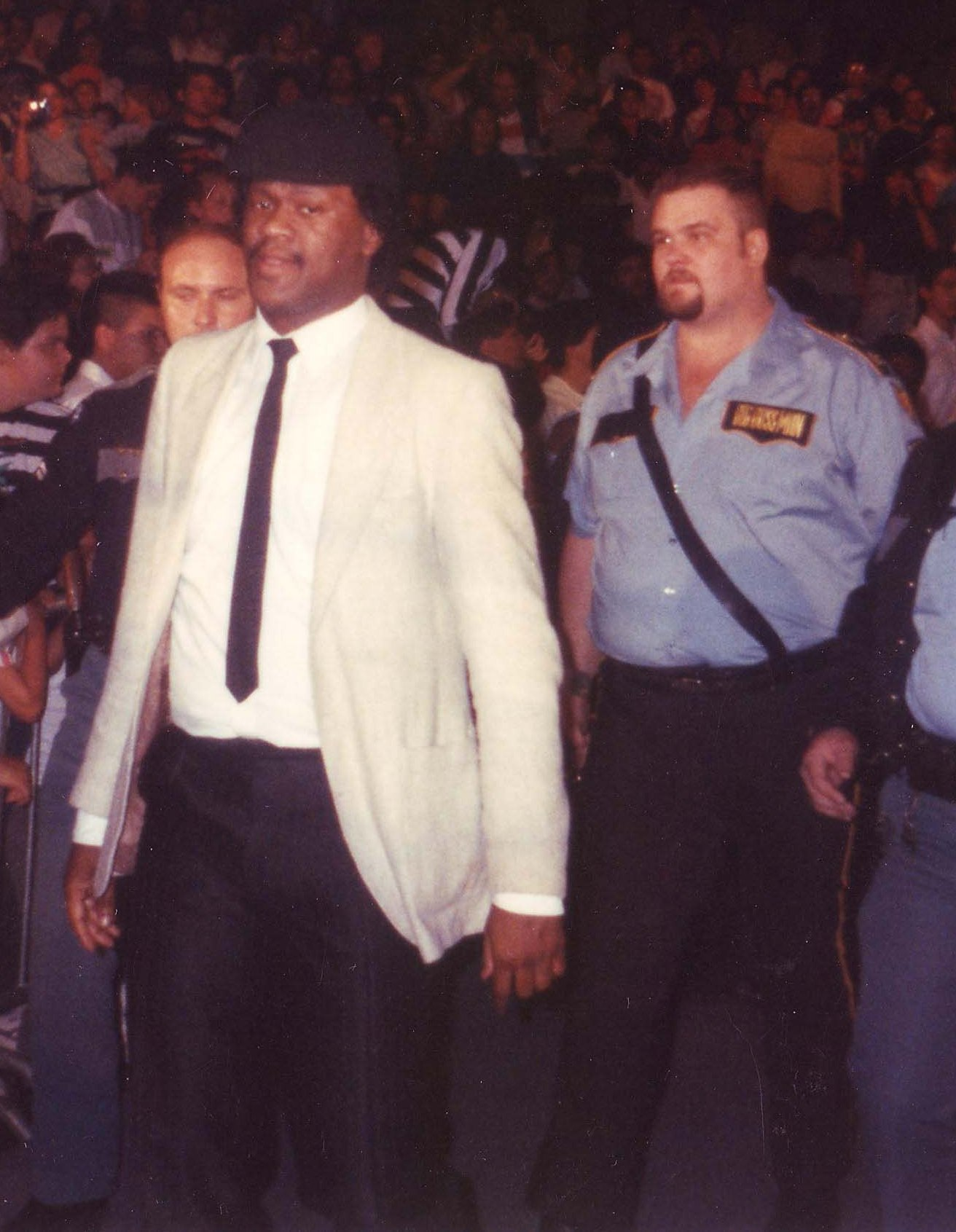
Slick qui est le manager du Big Boss Man à la fin des années 1980.

En 1988, la World Wrestling Federation (WWF) engage Traylor et lui demande d'incarner le Big Boss Man, un catcheur gardien de prison. Il a Slick (en) comme manager et remporte la plupart de ses combats rapidement. Une de ses victoires notable de cette période est celle face à Koko B. Ware au cours de SummerSlam le 29 août.
Il commence une rivalité avec Hulk Hogan après l'avoir attaqué durant le Brother Love Show, un segment télévisé diffusé dans Superstars of Wrestling le 22 octobre. Le 24 novembre au cours des Survivor Series, il fait équipe avec Akeem, King Haku, Ted DiBiase et Terry Taylor (en) et perdent un match par équipe à élimination face à Hulk Hogan, Randy Savage, Hercules, Hillbilly Jim (en) et Koko B. Ware. Le Big Boss Man se fait éliminer après avoir été compté à l'extérieur du ring.

### World Championship Wrestling (1993-1998)
Après avoir quitté la WWF en 1993, Traylor a fait un bref passage à la All Japan Pro Wrestling avant de retourner aux États-Unis et de travailler pour la World Championship Wrestling. Traylor était à l'origine connu comme The Boss, mais les représentants de la WWF jugeaient que le personnage était trop proche de celui que Traylor avait à la WWF et forçait ainsi la WCW de le changer sous peine de lourdes poursuites. Résultat, Traylor devenait le Guardian Angel. Il rivalisait avec Big Van Vader pour la majeure partie de l'année 1994. Très vite, Traylor revint à son personnage initial de Big Bubba Rogers. Big Bubba battit Sting à Uncensored en mars 1995.
Big Bubba rejoignit la faction des Dungeon of Doom avant de finalement s'en aller à la nWo. Cependant, une erreur dans le contrat de Bubba le força de quitter la nWo (selon la storyline). Bubba devint ainsi face une fois de plus et commença à lutter sous son vrai nom - Ray Traylor. Il se joignait fréquemment avec les Steiner Brothers pendant cette période. Il débuta une feud avec la nWo, battant plusieurs membres de la nWo comme Scott Hall, Curt Hennig, et Vincent.

### World Wrestling Federation/Entertainment (1998-2003)

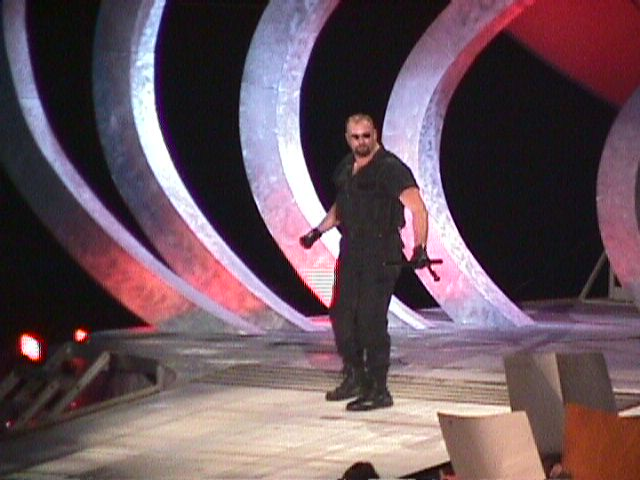
The Big Boss Man sur le devant de la scène SmackDown en 1999.

Finalement, Traylor retourna à la WWF le 12 octobre 1998 à RAW is War, une fois de plus dans le personnage du Big Boss Man, mais portant cette fois-ci un uniforme style SWAT à la place de son vieil uniforme de police. C'était le moment de sa carrière avec le plus de succès, devenant plus un garde du corps, faisant n'importe quoi pour de l'argent en retour. Il s'établit rapidement comme l'un des personnages les plus importants du milieu, quittant son statut de catcheur de bas fond qu'il avait il y a encore quelques semaines à la WCW. Il était présenté comme un membre de la Corporation, un groupe de catcheurs mené par le propriétaire de la WWF Vince McMahon pour combattre Stone Cold Steve Austin tout comme la fameuse D-Generation X, en tant que la "personne chargée de la sécurité" de la Corporation. Le Boss Man eut plusieurs matchs avec Austin. Il remporta le titre par équipe de la WWF avec Ken Shamrock et battit Al Snow pour le WWF Hardcore Title. Alors qu'il restait membre de la Corporation, Bossman participa à WrestleMania XV. En fait, il rivalisait avec The Undertaker (alors que la Corporation à cette époque rivalisait avec Undertaker et son nouveau "Ministry of Darkness", bien que les deux clans soient des factions heel). Ceci amenait la tradition du Hell in a Cell, Undertaker battant Bossman à l'intérieur de la cage à WrestleMania XV se faisant pendre à la fin du match.
Après une absence, il rivalisa avec The Big Show pour le WWF Championship. Cette feud était fameuse pour une promo où Boss Man se pointait (kayfabe) aux funérailles du père décédé de Big Show et vola le cercueil du père de Show et l'amenant dans sa voiture (la Bluesmobile des Blues Brothers) et s'en alla. Bossman battit The Rock pour devenir l'aspirant numéro un au WWF Championship le 15 novembre 1999 à RAW. La feud s'arrêta après que Boss Man se fit vaincre par Big Show lors du pay-per-view Armaggedon.
Le 19 mars 2000 à Sunday Night Heat, Boss Man présenta son protégé Bull Buchanan, un catcheur habillé à la manière de Boss Man. Ils formaient une équipe qui dura jusqu'à la fin de l'année quand Bull joignit les Right to Censor. Big Bossman et Bull Buchanan battirent The Godfather et D'Lo Brown à WrestleMania 2000, et les APA le mois suivant à Backlash. L'équipe se sépara le 5 juin 2000 à RAW Is WAR, après qu'ils perdirent face aux Hardy Boyz. Buchanan et Boss Man s'embrouillèrent jusqu'à ce que Boss Man mette KO Buchanan avec sa matraque lorsqu'il eut le dos tourné.
Quand Traylor revint d'une blessure en 2001, il se vit donné un rôle de partenaire en équipe de Booker T, simplement en tant que The Boss Man. Boss Man servit de nouveau d'enforcer, seulement cette fois pour Booker T mais aussi pour aider Vince McMahon. L'équipe se sépara en janvier 2002, et à partir de ce moment Boss Man servit de jobber. En avril 2002, il était drafté dans la division RAW, formant une équipe de courte durée avec Mr. Perfect. En juin 2002, Traylor était chargé d'entraîner les nouveaux catcheurs à la Ohio Valley Wrestling avant d'être renvoyé de la WWE en 2003. Ses derniers gros matchs étaient à l'occasion d'un tournoi pour le titre de champion de la International Wrestling Association of Japan. Il allait jusqu'en finale où il perdait face à son vieux rival Jim Duggan.

## Mort
Il meurt le 22 septembre 2004 après avoir fait une crise cardiaque. Il entre au WWE Hall of Fame  à titre posthume en 2016.

## Palmarès
- Universal Wrestling Federation (en) (UWF)
  - 1 fois champion du monde poids lourd de l'UWF[14]

- World Wrestling Federation World Wrestling Entertainment (WWF / WWE)
  - 4 fois champion hardcore de la WWF[15]
  - 1 fois champion du monde par équipes de la WWF avec Ken Shamrock[16]
  - Membre du WWE Hall of Fame (promotion 2016)[17]

## Récompenses des magazines
- Pro Wrestling Illustrated

| Année | 1991 | 1992 | 1993 | 1994 | 1995 | 1996 | 1997 | 1998 | 1999 | 2000 |
| ----- | ---- | ---- | ---- | ---- | ---- | ---- | ---- | ---- | ---- | ---- |
| Rang  | 25   | 23   | 58   | 55   | 82   | 93   | 188  | 139  | 94   | 96   |

- Wrestling Observer Newsletter
  - Trophée Most Improved Wrestler en 1987